# Stanley-Cup-Playoffs 2018
Die Playoffs um den Stanley Cup des Jahres 2018 begannen am 11. April 2018 und endeten am 7. Juni 2018 mit dem 4:1-Sieg der Washington Capitals gegen die Vegas Golden Knights. Die Capitals gewannen damit ihren ersten Titel der Franchise-Geschichte in ihrem zweiten Endspiel nach 1998. Darüber hinaus hatten sie in Person von Alexander Owetschkin den mit der Conn Smythe Trophy ausgezeichneten Most Valuable Player in ihren Reihen, der zudem die Torjägerliste dieser post-season anführte und zum ersten Russen wurde, der sein Team als Mannschaftskapitän zum Gewinn des Stanley Cups führt. An der Spitze der Scorerwertung platzierte sich unterdessen sein Teamkollege und Landsmann Jewgeni Kusnezow.
Den Vegas Golden Knights gelang es – in einer für sie ohnehin von zahlreichen Rekorden geprägten Spielzeit – in ihrer Debütsaison direkt ihr erstes Stanley-Cup-Finale zu erreichen. Zugleich wurden sie zum ersten Expansion-Team seit der großen Ligaerweiterung von 1967, das sich im ersten Jahr für die Playoffs qualifizierte.
Die Chicago Blackhawks verpassten erstmals seit 2008 die post-season, sodass nach neun Jahren die zweitlängste aktive Serie an aufeinander folgenden Playoff-Teilnahmen endete. Die Pittsburgh Penguins setzten die längste Serie dieser Art unterdessen mit ihrer zwölften Teilnahme fort. Darüber hinaus gingen in den Playoffs 2018 nur zehn Partien in die Overtime, so wenige wie zuletzt im Jahr 2000 (9).

## Modus
Nachdem sich aus jeder Division die drei punktbesten Teams sowie die zwei Wildcard-Teams der jeweiligen Conference qualifiziert haben, starten die im K.-o.-System ausgetragenen Playoffs. Die Divisionssieger treffen dabei in der ersten Runde auf die Wildcard-Teams der jeweiligen Conference, wobei der Divisionssieger mit den meisten Punkten auf das schlechtere der beiden Wildcard-Teams trifft. Die übrigen Paarungen des Conference-Viertelfinals werden divisionsintern unter den Zweit- und Drittplatzierten Teams ausgetragen.
Jede Conference spielt in der Folge im Conference-Viertelfinale, Conference-Halbfinale und im Conference-Finale ihren Sieger aus, der dann im Finale um den Stanley Cup antritt. Alle Serien jeder Runde werden im Best-of-Seven-Modus ausgespielt, das heißt, dass ein Team vier Siege zum Erreichen der nächsten Runde benötigt. Das höher gesetzte Team hat dabei in den ersten beiden Spiele Heimrecht, die nächsten beiden das gegnerische Team. Sollte bis dahin kein Sieger aus der Runde hervorgegangen sein, wechselt das Heimrecht von Spiel zu Spiel. So hat die höhergesetzte Mannschaft in den Spielen 1, 2, 5 und 7, also vier der maximal sieben Spiele, einen Heimvorteil. Der Sieger der Eastern Conference wird mit der Prince of Wales Trophy ausgezeichnet und der Sieger der Western Conference mit der Clarence S. Campbell Bowl.
Bei Spielen, die nach der regulären Spielzeit von 60 Minuten unentschieden bleiben, folgt die Overtime, die im Gegensatz zur regulären Saison mit fünf Feldspielern gespielt wird. Zudem endet sie durch das erste Tor (Sudden Death) und nicht, wie in der regulären Saison üblich, mit einem Shootout.

## Qualifizierte Teams
| Atlantic Division - A1: Tampa Bay Lightning - A2: Boston Bruins - A3: Toronto Maple Leafs Metropolitan Division - M1: Washington Capitals - M2: Pittsburgh Penguins - M3: Philadelphia Flyers Wild Cards - EWC1: Columbus Blue Jackets - EWC2: New Jersey Devils | Central Division - C1: Nashville Predators - C2: Winnipeg Jets - C3: Minnesota Wild Pacific Division - P1: Vegas Golden Knights - P2: Anaheim Ducks - P3: San Jose Sharks Wild Cards - WWC1: Los Angeles Kings - WWC2: Colorado Avalanche |

## Playoff-Baum
|  | Conference-Viertelfinale | Conference-Viertelfinale | Conference-Viertelfinale |    |                      | Conference-Halbfinale | Conference-Halbfinale | Conference-Halbfinale |  |  | Conference-Finale | Conference-Finale | Conference-Finale |  |  | Stanley-Cup-Finale | Stanley-Cup-Finale | Stanley-Cup-Finale |
|  |                          |                          |                          |    |                      |                       |                       |                       |  |  |                   |                   |                   |  |  |                    |                    |                    |
|  | A1                       | Tampa Bay Lightning      | 4                        |    |                      |                       |                       |                       |  |  |                   |                   |                   |  |  |                    |                    |                    |
|  | EWC2                     | New Jersey Devils        | 1                        |    |                      |                       |                       |                       |  |  |                   |                   |                   |  |  |                    |                    |                    |
|  | EWC2                     | New Jersey Devils        | 1                        | A1 | Tampa Bay Lightning  | 4                     |                       |                       |  |  |                   |                   |                   |  |  |                    |                    |                    |
|  |                          |                          |                          | A1 | Tampa Bay Lightning  | 4                     | Eastern Conference    |                       |  |  |                   |                   |                   |  |  |                    |                    |                    |
|  |                          | A2                       | Boston Bruins            | 1  |                      |                       |                       |                       |  |  |                   |                   |                   |  |  |                    |                    |                    |
|  | A2                       | A2                       | Boston Bruins            | 1  | Boston Bruins        | 4                     |                       |                       |  |  |                   |                   |                   |  |  |                    |                    |                    |
|  | A2                       |                          |                          |    | Boston Bruins        | 4                     |                       |                       |  |  |                   |                   |                   |  |  |                    |                    |                    |
|  | A3                       | Toronto Maple Leafs      | 3                        |    |                      |                       |                       |                       |  |  |                   |                   |                   |  |  |                    |                    |                    |
|  | A3                       | Toronto Maple Leafs      | 3                        | A1 | Tampa Bay Lightning  | 3                     |                       |                       |  |  |                   |                   |                   |  |  |                    |                    |                    |
|  |                          |                          |                          |    |                      |                       |                       |                       |  |  |                   |                   |                   |  |  |                    |                    |                    |
|  |                          | M1                       | Washington Capitals      | 4  |                      |                       |                       |                       |  |  |                   |                   |                   |  |  |                    |                    |                    |
|  | M1                       | M1                       | Washington Capitals      | 4  | Washington Capitals  | 4                     |                       |                       |  |  |                   |                   |                   |  |  |                    |                    |                    |
|  | M1                       |                          |                          |    | Washington Capitals  | 4                     |                       |                       |  |  |                   |                   |                   |  |  |                    |                    |                    |
|  | EWC1                     | Columbus Blue Jackets    | 2                        |    |                      |                       |                       |                       |  |  |                   |                   |                   |  |  |                    |                    |                    |
|  | EWC1                     | Columbus Blue Jackets    | 2                        | M1 | Washington Capitals  | 4                     |                       |                       |  |  |                   |                   |                   |  |  |                    |                    |                    |
|  |                          |                          |                          | M1 | Washington Capitals  | 4                     |                       |                       |  |  |                   |                   |                   |  |  |                    |                    |                    |
|  |                          | M2                       | Pittsburgh Penguins      | 2  |                      |                       |                       |                       |  |  |                   |                   |                   |  |  |                    |                    |                    |
|  | M2                       | M2                       | Pittsburgh Penguins      | 2  | Pittsburgh Penguins  | 4                     |                       |                       |  |  |                   |                   |                   |  |  |                    |                    |                    |
|  | M2                       |                          |                          |    | Pittsburgh Penguins  | 4                     |                       |                       |  |  |                   |                   |                   |  |  |                    |                    |                    |
|  | M3                       | Philadelphia Flyers      | 2                        |    |                      |                       |                       |                       |  |  |                   |                   |                   |  |  |                    |                    |                    |
|  | M3                       | Philadelphia Flyers      | 2                        | M1 | Washington Capitals  | 4                     |                       |                       |  |  |                   |                   |                   |  |  |                    |                    |                    |
|  |                          |                          |                          |    |                      |                       |                       |                       |  |  |                   |                   |                   |  |  |                    |                    |                    |
|  |                          | P1                       | Vegas Golden Knights     | 1  |                      |                       |                       |                       |  |  |                   |                   |                   |  |  |                    |                    |                    |
|  | C1                       | P1                       | Vegas Golden Knights     | 1  | Nashville Predators  | 4                     |                       |                       |  |  |                   |                   |                   |  |  |                    |                    |                    |
|  | C1                       |                          |                          |    | Nashville Predators  | 4                     |                       |                       |  |  |                   |                   |                   |  |  |                    |                    |                    |
|  | WWC2                     | Colorado Avalanche       | 2                        |    |                      |                       |                       |                       |  |  |                   |                   |                   |  |  |                    |                    |                    |
|  | WWC2                     | Colorado Avalanche       | 2                        | C1 | Nashville Predators  | 3                     |                       |                       |  |  |                   |                   |                   |  |  |                    |                    |                    |
|  |                          |                          |                          | C1 | Nashville Predators  | 3                     |                       |                       |  |  |                   |                   |                   |  |  |                    |                    |                    |
|  |                          | C2                       | Winnipeg Jets            | 4  |                      |                       |                       |                       |  |  |                   |                   |                   |  |  |                    |                    |                    |
|  | C2                       | C2                       | Winnipeg Jets            | 4  | Winnipeg Jets        | 4                     |                       |                       |  |  |                   |                   |                   |  |  |                    |                    |                    |
|  | C2                       |                          |                          |    | Winnipeg Jets        | 4                     |                       |                       |  |  |                   |                   |                   |  |  |                    |                    |                    |
|  | C3                       | Minnesota Wild           | 1                        |    |                      |                       |                       |                       |  |  |                   |                   |                   |  |  |                    |                    |                    |
|  | C3                       | Minnesota Wild           | 1                        | C2 | Winnipeg Jets        | 1                     |                       |                       |  |  |                   |                   |                   |  |  |                    |                    |                    |
|  |                          |                          |                          |    |                      |                       |                       |                       |  |  |                   |                   |                   |  |  |                    |                    |                    |
|  |                          | P1                       | Vegas Golden Knights     | 4  |                      |                       |                       |                       |  |  |                   |                   |                   |  |  |                    |                    |                    |
|  | P1                       | P1                       | Vegas Golden Knights     | 4  | Vegas Golden Knights | 4                     |                       |                       |  |  |                   |                   |                   |  |  |                    |                    |                    |
|  | P1                       |                          |                          |    | Vegas Golden Knights | 4                     |                       |                       |  |  |                   |                   |                   |  |  |                    |                    |                    |
|  | WWC1                     | Los Angeles Kings        | 0                        |    |                      |                       |                       |                       |  |  |                   |                   |                   |  |  |                    |                    |                    |
|  | WWC1                     | Los Angeles Kings        | 0                        | P1 | Vegas Golden Knights | 4                     |                       |                       |  |  |                   |                   |                   |  |  |                    |                    |                    |
|  |                          |                          |                          | P1 | Vegas Golden Knights | 4                     | Western Conference    |                       |  |  |                   |                   |                   |  |  |                    |                    |                    |
|  |                          | P3                       | San Jose Sharks          | 2  |                      |                       |                       |                       |  |  |                   |                   |                   |  |  |                    |                    |                    |
|  | P2                       | P3                       | San Jose Sharks          | 2  | Anaheim Ducks        | 0                     |                       |                       |  |  |                   |                   |                   |  |  |                    |                    |                    |
|  | P2                       |                          |                          |    | Anaheim Ducks        | 0                     |                       |                       |  |  |                   |                   |                   |  |  |                    |                    |                    |
|  | P3                       | San Jose Sharks          | 4                        |    |                      |                       |                       |                       |  |  |                   |                   |                   |  |  |                    |                    |                    |

## Conference-Viertelfinale

### Eastern Conference

#### (A1) Tampa Bay Lightning – (EWC2) New Jersey Devils
Die Tampa Bay Lightning gewannen in der ersten Runde als bestes Team der Eastern Conference mit 4:1 gegen die New Jersey Devils. Nikita Kutscherow stellte dabei mit zehn Scorerpunkten (je fünf Tore und Assists) einen neuen Franchise-Rekord für eine Playoff-Serie der Lightning auf. Zudem überzeugte Torhüter Andrei Wassilewski mit einer Fangquote von 94,1 % und einem Gegentorschnitt von 2,01. Für die Devils, die sich erstmals seit ihrer Finalteilnahme im Jahre 2012 für die post-season qualifizierten, war es die erste Playoff-Niederlage gegen Tampa nach Siegen in den Jahren 2003 und 2007.
| 12. April 2018 19.00 Uhr (Ortszeit) | Tampa Bay Lightning Ondřej Palát (15:00) Tyler Johnson (19:31) Yanni Gourde (21:54) Alexander Killorn (52:14) Nikita Kutscherow (58:48) | 5:2 (2:0, 1:1, 2:1) Spielbericht Stand: 1:0 | New Jersey Devils Taylor Hall (33:55) Travis Zajac (49:35) | Amalie Arena, Tampa, Florida Zuschauer: 19.092 |

| 14. April 2018 15.00 Uhr | Tampa Bay Lightning Brayden Point (12:15) Alexander Killorn (23:14) Tyler Johnson (24:36) Nikita Kutscherow (26:01) Alexander Killorn (33:12) | 5:3 (1:1, 4:1, 0:1) Spielbericht Stand: 2:0 | New Jersey Devils Nico Hischier (13:38) Sami Vatanen (39:34) Blake Coleman (51:57) | Amalie Arena, Tampa, Florida Zuschauer: 19.092 |

| 16. April 2018 19.30 Uhr | New Jersey Devils Taylor Hall (32:24) Will Butcher (44:03) Stefan Noesen (52:55) Blake Coleman (59:02) Ben Lovejoy (59:22) | 5:2 (0:0, 1:1, 4:1) Spielbericht Stand: 1:2 | Tampa Bay Lightning Alexander Killorn (20:42) Steven Stamkos (40:38) | Prudential Center, Newark, New Jersey Zuschauer: 16.514 |

| 18. April 2018 19.30 Uhr | New Jersey Devils Kyle Palmieri (8:23) | 1:3 (1:2, 0:0, 0:1) Spielbericht Stand: 1:3 | Tampa Bay Lightning J. T. Miller (11:30) Nikita Kutscherow (15:02) Nikita Kutscherow (58:52) | Prudential Center, Newark, New Jersey Zuschauer: 16.514 |

| 21. April 2018 15.00 Uhr | Tampa Bay Lightning Michail Sergatschow (8:97) Nikita Kutscherow (52:27) Ryan Callahan (59:58) | 3:1 (1:0, 0:0, 2:1) Spielbericht Stand: 4:1 | New Jersey Devils Patrick Maroon (57:00) | Amalie Arena, Tampa, Florida Zuschauer: 19.029 |

#### (A2) Boston Bruins – (A3) Toronto Maple Leafs
Die einzigen beiden Vertreter der Original Six dieser Playoffs trafen bereits in der ersten Runde aufeinander, wobei sich die Boston Bruins mit 4:3 gegen die Toronto Maple Leafs durchsetzen. Für Boston war es vor allem die erste Angriffsreihe bestehend aus Brad Marchand, Patrice Bergeron und David Pastrňák, die mit 30 erzielten Scorerpunkten den Unterschied machte, während Pastrňák nach der ersten Runde gar die gesamte Liga in Punkten anführte (13; gemeinsam mit Sidney Crosby und Jake Guentzel). Im entscheidenden siebten Spiel führte Toronto drei Mal, sodass Parallelen zum letzten Aufeinandertreffen der beiden Teams im Jahre 2013 gezogen wurden, als die Maple Leafs im siebten Spiel einen 4:1-Vorsprung im letzten Drittel noch aus der Hand gaben.
| 12. April 2018 19.00 Uhr (Ortszeit) | Boston Bruins Brad Marchand (5:28) David Backes (35:43) David Pastrňák (39:22) Sean Kuraly (47:41) David Krejčí (51:29) | 5:1 (1:1, 2:0, 2:0) Spielbericht Stand: 1:0 | Toronto Maple Leafs Zach Hyman (16:52) | TD Garden, Boston, Massachusetts Zuschauer: 17.565 |

| 14. April 2018 20.00 Uhr | Boston Bruins David Pastrňák (5:26) Jake DeBrusk (9:46) Kevan Miller (12:13) Rick Nash (15:00) David Krejčí (23:46) David Pastrňák (52:34) David Pastrňák (58:24) | 7:3 (4:0, 1:2, 2:1) Spielbericht Stand: 2:0 | Toronto Maple Leafs Mitchell Marner (21:22) Tyler Bozak (29:02) James van Riemsdyk (54:53) | TD Garden, Boston, Massachusetts Zuschauer: 17.565 |

| 16. April 2018 19.00 Uhr | Toronto Maple Leafs James van Riemsdyk (17:05) Patrick Marleau (23:49) Auston Matthews (34:47) Patrick Marleau (56:25) | 4:2 (1:0, 2:2, 1:0) Spielbericht Stand: 1:2 | Boston Bruins Adam McQuaid (23:06) Zdeno Chára (26:19) | Air Canada Centre, Toronto, Ontario Zuschauer: 19.663 |

| 19. April 2018 19.00 Uhr | Toronto Maple Leafs Tomáš Plekanec (7:43) | 1:3 (1:1, 0:1, 0:1) Spielbericht Stand: 1:3 | Boston Bruins Torey Krug (0:28) Brad Marchand (36:55) Jake DeBrusk (44:17) | Air Canada Centre, Toronto, Ontario Zuschauer: 19.689 |

| 21. April 2018 20.00 Uhr | Boston Bruins David Backes (29:45) Sean Kuraly (37:18) Noel Acciari (45:56) | 3:4 (0:2, 2:2, 1:0) Spielbericht Stand: 3:2 | Toronto Maple Leafs Connor Brown (6:36) Andreas Johnsson (10:12) Tyler Bozak (30:36) James van Riemsdyk (31:55) | TD Garden, Boston, Massachusetts Zuschauer: 17.565 |

| 23. April 2018 19.00 Uhr | Toronto Maple Leafs William Nylander (21:37) Mitchell Marner (33:25) Tomáš Plekanec (58:46) | 3:1 (0:0, 2:1, 1:0) Spielbericht Stand: 3:3 | Boston Bruins Jake DeBrusk (21:02) | Air Canada Centre, Toronto, Ontario Zuschauer: 19.604 |

| 25. April 2018 19.30 Uhr | Boston Bruins Jake DeBrusk (4:47) Danton Heinen (9:10) Patrice Bergeron (19:23) Torey Krug (41:10) Jake DeBrusk (45:25) David Pastrňák (51:39) Brad Marchand (59:09) | 7:4 (3:2, 0:2, 4:0) Spielbericht Stand: 4:3 | Toronto Maple Leafs Patrick Marleau (2:05) Patrick Marleau (6:12) Travis Dermott (22:07) Kasperi Kapanen (26:05) | TD Garden, Boston, Massachusetts Zuschauer: 17.565 |

#### (M1) Washington Capitals – (EWC1) Columbus Blue Jackets
Die Washington Capitals gewannen die erste Playoff-Runde, die wie bereits im Vorjahr zahlreiche enge, erst in der Overtime entschiedene Spiele sah, mit 4:2 gegen die Columbus Blue Jackets. John Carlson mit neun Punkten sowie Alexander Owetschkin, Jewgeni Kusnezow und Nicklas Bäckström mit je acht Punkten waren auf Seiten Washingtons maßgebend. Nachdem die Capitals in den ersten beiden Spielen auf Philipp Grubauer im Tor gesetzt hatten, griffen sie in der Folge aber wieder auf Stammtorwart Braden Holtby zurück. Für die Blue Jackets war es erst die vierte Playoff-Teilnahme der Franchise-Geschichte, wobei das Team weiterhin auf den ersten Sieg in einer Serie warten muss.
| 12. April 2018 19.30 Uhr (Ortszeit) | Washington Capitals Jewgeni Kusnezow (17:52) Jewgeni Kusnezow (18:21) Devante Smith-Pelly (45:12) | 3:4 n. V. (2:0, 0:1, 1:2, 0:1) Spielbericht Stand: 0:1 | Columbus Blue Jackets Alexander Wennberg (24:48) Thomas Vanek (41:31) Seth Jones (55:34) Artemi Panarin (66:02) | Capital One Arena, Washington, D.C. Zuschauer: 18.506 |

| 15. April 2018 19.30 Uhr | Washington Capitals Jay Beagle (2:12) Alexander Owetschkin (13:26) Alexander Owetschkin (24:09) T. J. Oshie (56:25) | 4:5 n. V. (2:1, 1:3, 1:0, 0:1) Spielbericht Stand: 0:2 | Columbus Blue Jackets Cam Atkinson (18:25) Josh Anderson (28:49) Cam Atkinson (31:13) Zach Werenski (38:52) Matt Calvert (72:22) | Capital One Arena, Washington, D.C. Zuschauer: 18.506 |

| 17. April 2018 19.30 Uhr | Columbus Blue Jackets Pierre-Luc Dubois (31:18) Artemi Panarin (44:12) | 2:3 n. V. (0:0, 1:2, 1:0, 0:0, 0:1) Spielbericht Stand: 1:2 | Washington Capitals Tom Wilson (25:52) John Carlson (34:43) Lars Eller (89:00) | Nationwide Arena, Columbus, Ohio Zuschauer: 19.337 |

| 19. April 2018 19.30 Uhr | Columbus Blue Jackets Boone Jenner (46:22) | 1:4 (0:1, 0:1, 1:2) Spielbericht Stand: 2:2 | Washington Capitals Tom Wilson (6:16) T. J. Oshie (29:19) Alexander Owetschkin (42:49) Jewgeni Kusnezow (57:41) | Nationwide Arena, Columbus, Ohio Zuschauer: 19.385 |

| 21. April 2018 15.00 Uhr | Washington Capitals Nicklas Bäckström (13:22) Jewgeni Kusnezow (23:21) T. J. Oshie (36:42) Nicklas Bäckström (71:53) | 4:3 n. V. (1:1, 2:1, 0:1, 1:0) Spielbericht Stand: 3:2 | Columbus Blue Jackets Matt Calvert (10:08) Matt Calvert (24:45) Oliver Bjorkstrand (42:30) | Capital One Arena, Washington, D.C. Zuschauer: 18.506 |

| 23. April 2018 19.30 Uhr | Columbus Blue Jackets Nick Foligno (28:40) Pierre-Luc Dubois (42:25) Nick Foligno (48:22) | 3:6 (0:1, 1:2, 2:3) Spielbericht Stand: 2:4 | Washington Capitals Dmitri Orlow (12:12) Alexander Owetschkin (32:50) Alexander Owetschkin (38:23) Devante Smith-Pelly (43:56) Chandler Stephenson (45:30) Lars Eller (59:46) | Nationwide Arena, Columbus, Ohio Zuschauer: 18.667 |

#### (M2) Pittsburgh Penguins – (M3) Philadelphia Flyers
Die Pittsburgh Penguins setzten sich als amtierender Stanley-Cup-Sieger im „Battle of Pennsylvania“ der ersten Runde mit 4:2 gegen die Philadelphia Flyers durch. Kein Team erzielte in diesem Jahr in der ersten Runde mehr Tore als die Penguins (28), während deren Angreifer Sidney Crosby und Jake Guentzel mit je 13 Punkten auch die Scorerliste anführten (gemeinsam mit David Pastrňák, Boston). Zudem erzielte Guentzel im letzten Spiel der Serie vier Tore in Folge, was zuvor in der Playoff-Historie nur Newsy Lalonde (1919) und Tim Kerr (1985) gelungen war. Auf Seiten der Flyers kam nur Sean Couturier auf mehr als drei Scorerpunkte (9), der in Spiel vier ausfiel und die verbleibenden beiden Partien mit einem gerissenen Innenband bestritt. Ferner erreichte keiner der drei von Philadelphia eingesetzten Torhüter (Elliott, Neuvirth, Mrázek) eine Fangquote von über 86 %.
| 11. April 2018 19.00 Uhr (Ortszeit) | Pittsburgh Penguins Bryan Rust (2:38) Carl Hagelin (10:07) Jewgeni Malkin (14:09) Jake Guentzel (27:50) Sidney Crosby (29:01) Sidney Crosby (47:41) Sidney Crosby (50:42) | 7:0 (3:0, 2:0, 2:0) Spielbericht Stand: 1:0 | Philadelphia Flyers | PPG Paints Arena, Pittsburgh, Pennsylvania Zuschauer: 18.556 |

| 13. April 2018 19.00 Uhr | Pittsburgh Penguins Patric Hörnqvist (45:27) | 1:5 (0:1, 0:1, 1:3) Spielbericht Stand: 1:1 | Philadelphia Flyers Shayne Gostisbehere (19:23) Sean Couturier (20:47) Travis Konecny (41:29) Nolan Patrick (45:10) Andrew MacDonald (59:44) | PPG Paints Arena, Pittsburgh, Pennsylvania Zuschauer: 18.648 |

| 15. April 2018 15.00 Uhr | Philadelphia Flyers Travis Sanheim (33:42) | 1:5 (0:1, 1:3, 0:1) Spielbericht Stand: 1:2 | Pittsburgh Penguins Sidney Crosby (10:25) Derick Brassard (22:48) Jewgeni Malkin (26:48) Brian Dumoulin (26:53) Justin Schultz (47:08) | Wells Fargo Center, Philadelphia, Pennsylvania Zuschauer: 19.955 |

| 18. April 2018 19.00 Uhr | Philadelphia Flyers | 0:5 (0:2, 0:2, 0:1) Spielbericht Stand: 1:3 | Pittsburgh Penguins Jewgeni Malkin (4:33) Phil Kessel (14:37) Kris Letang (28:04) Sidney Crosby (30:56) Riley Sheahan (55:46) | Wells Fargo Center, Philadelphia, Pennsylvania Zuschauer: 19.644 |

| 20. April 2018 19.00 Uhr | Pittsburgh Penguins Bryan Rust (32:00) Jake Guentzel (36:45) | 2:4 (0:1, 2:1, 0:2) Spielbericht Stand: 3:2 | Philadelphia Flyers Claude Giroux (17:29) Valtteri Filppula (38:15) Sean Couturier (58:45) Matt Read (59:42) | PPG Paints Arena, Pittsburgh, Pennsylvania Zuschauer: 18.632 |

| 22. April 2018 15.00 Uhr | Philadelphia Flyers Sean Couturier (2:15) Andrew MacDonald (15:48) Sean Couturier (20:40) Scott Laughton (32:14) Sean Couturier (57:07) | 5:8 (2:2, 2:2, 1:4) Spielbericht Stand: 2:4 | Pittsburgh Penguins Sidney Crosby (6:30) Carl Hagelin (7:17) Patric Hörnqvist (33:35) Jake Guentzel (39:06) Jake Guentzel (40:30) Jake Guentzel (52:48) Jake Guentzel (52:58) Bryan Rust (59:29) | Wells Fargo Center, Philadelphia, Pennsylvania Zuschauer: 19.861 |

### Western Conference

#### (C1) Nashville Predators – (WWC2) Colorado Avalanche
Den Nashville Predators, Sieger der Presidents’ Trophy als bestes Team der regulären Saison und Vorjahresfinalist, gelang in der ersten Runde ein 4:2-Sieg gegen die Colorado Avalanche. In der ersten Playoff-Serie zwischen den beiden Teams war es vor allem die dritte Angriffsreihe der Predators, die in Person von Nick Bonino, Colton Sissons und Austin Watson den Unterschied machte und zusammen auf 19 Scorerpunkte sowie eine Plus/Minus-Wertung von +18 kam. Colorado hingegen hatte in Torhüter Semjon Warlamow und Verteidiger Erik Johnson bedeutende Ausfälle zu verzeichnen, während ab Spiel vier auch der zweite Torwart Jonathan Bernier ausfiel und durch Andrew Hammond ersetzt wurde.
| 12. April 2018 20.30 Uhr (Ortszeit) | Nashville Predators Austin Watson (23:16) Craig Smith (28:50) Filip Forsberg (46:08) Filip Forsberg (52:10) Colton Sissons (58:03) | 5:2 (0:1, 2:1, 3:0) Spielbericht Stand: 1:0 | Colorado Avalanche Nikita Sadorow (6:36) Blake Comeau (24:51) | Bridgestone Arena, Nashville, Tennessee Zuschauer: 17.301 |

| 15. April 2018 14.00 Uhr | Nashville Predators Kevin Fiala (21:01) Viktor Arvidsson (32:36) Ryan Johansen (36:32) Austin Watson (47:16) Ryan Hartman (58:51) | 5:4 (0:1, 3:1, 2:2) Spielbericht Stand: 2:0 | Colorado Avalanche Gabriel Bourque (2:34) Nathan MacKinnon (37:08) Gabriel Landeskog (49:14) Alexander Kerfoot (59:24) | Bridgestone Arena, Nashville, Tennessee Zuschauer: 17.369 |

| 16. April 2018 20.00 Uhr | Colorado Avalanche Blake Comeau (1:50) Gabriel Bourque (13:24) Nathan MacKinnon (18:07) Nathan MacKinnon (24:25) Gabriel Landeskog (58:24) | 5:3 (3:0, 1:1, 1:2) Spielbericht Stand: 2:1 | Nashville Predators Ryan Johansen (30:23) Colton Sissons (47:12) Austin Watson (58:45) | Pepsi Center, Denver, Colorado Zuschauer: 18.087 |

| 18. April 2018 20.00 Uhr | Colorado Avalanche Gabriel Landeskog (45:20) Alexander Kerfoot (51:01) | 2:3 (0:1, 0:2, 2:0) Spielbericht Stand: 1:3 | Nashville Predators Filip Forsberg (15:33) Colton Sissons (27:18) Craig Smith (31:49) | Pepsi Center, Denver, Colorado Zuschauer: 18.087 |

| 20. April 2018 20.30 Uhr | Nashville Predators Nick Bonino (50:18) | 1:2 (0:0, 0:0, 1:2) Spielbericht Stand: 3:2 | Colorado Avalanche Gabriel Landeskog (55:49) Sven Andrighetto (58:32) | Bridgestone Arena, Nashville, Tennessee Zuschauer: 17.504 |

| 22. April 2018 17.00 Uhr | Colorado Avalanche | 0:5 (0:2, 0:2, 0:1) Spielbericht Stand: 2:4 | Nashville Predators Mattias Ekholm (7:02) Austin Watson (10:19) Filip Forsberg (20:38) Nick Bonino (28:26) Viktor Arvidsson (42:36) | Pepsi Center, Denver, Colorado Zuschauer: 18.087 |

#### (C2) Winnipeg Jets – (C3) Minnesota Wild
Die Winnipeg Jets setzten sich mit 4:1 gegen die Minnesota Wild durch und gewannen damit die erste Playoff-Serie ihrer Franchise-Geschichte, während die Stadt Winnipeg den ersten Sieg in einer Serie seit 1987 sah, zu diesem Zeitpunkt noch von den ursprünglichen Winnipeg Jets. Für die Jets verzeichneten Mark Scheifele und Dustin Byfuglien jeweils fünf Punkte, während Torhüter Connor Hellebuyck nach Mike Richter und Brent Johnson zum dritten US-Amerikaner der NHL-Historie wurde, der in den Playoffs aufeinander folgende Shutouts verzeichnete. Die Wild hingegen, die zum dritten Mal in Folge in der ersten Runde scheiterten, hatten in Ryan Suter und ab dem vierten Spiel auch in Zach Parise bedeutende verletzungsbedingte Ausfälle zu verzeichnen.
| 11. April 2018 18.00 Uhr (Ortszeit) | Winnipeg Jets Mark Scheifele (37:37) Patrik Laine (44:51) Joe Morrow (52:47) | 3:2 (0:0, 1:0, 2:2) Spielbericht Stand: 1:0 | Minnesota Wild Matt Cullen (41:46) Zach Parise (43:58) | Bell MTS Place, Winnipeg, Manitoba Zuschauer: 15.321 |

| 13. April 2018 18.30 Uhr | Winnipeg Jets Tyler Myers (28:41) Paul Stastny (47:42) Andrew Copp (49:24) Patrik Laine (57:58) | 4:1 (0:0, 1:0, 3:1) Spielbericht Stand: 2:0 | Minnesota Wild Zach Parise (59:15) | Bell MTS Place, Winnipeg, Manitoba Zuschauer: 15.321 |

| 15. April 2018 18.00 Uhr | Minnesota Wild Mikael Granlund (9:47) Zach Parise (17:50) Matt Dumba (23:32) Eric Staal (34:40) Jordan Greenway (35:00) Marcus Foligno (38:23) | 6:2 (2:1, 4:1, 0:0) Spielbericht Stand: 1:2 | Winnipeg Jets Blake Wheeler (4:50) Tyler Myers (26:42) | Xcel Energy Center, Saint Paul, Minnesota Zuschauer: 19.175 |

| 17. April 2018 19.00 Uhr | Minnesota Wild | 0:2 (0:1, 0:0, 0:1) Spielbericht Stand: 1:3 | Winnipeg Jets Mark Scheifele (19:32) Mark Scheifele (59:49) | Xcel Energy Center, Saint Paul, Minnesota Zuschauer: 19.277 |

| 20. April 2018 18.30 Uhr | Winnipeg Jets Jacob Trouba (0:31) Bryan Little (5:32) Brandon Tanev (11:10) Joel Armia (11:59) Mark Scheifele (40:32) | 5:0 (4:0, 0:0, 1:0) Spielbericht Stand: 4:1 | Minnesota Wild | Bell MTS Place, Winnipeg, Manitoba Zuschauer: 15.321 |

#### (P1) Vegas Golden Knights – (WWC1) Los Angeles Kings
In der ersten Playoff-Serie ihrer Historie gelang den Vegas Golden Knights gegen die Los Angeles Kings ein Sweep. Beide Mannschaften spielten betont defensives Eishockey, so stellten sie mit insgesamt nur zehn erzielten Treffern einen NHL-Rekord für eine Best-of-Seven-Serie ein, der 2006 zwischen Minnesota und Anaheim aufgestellt wurde. Zugleich wurde das Aufeinandertreffen von den beiden Torhütern dominiert, so wies sowohl Marc-André Fleury für die Golden Knights (97,7 % Fangquote; 0,65 Gegentorschnitt, 2 Shutouts) als auch Jonathan Quick für die Kings (94,7 %; 1,55) herausragende Statistiken auf.
| 11. April 2018 19.00 Uhr (Ortszeit) | Vegas Golden Knights Shea Theodore (3:23) | 1:0 (1:0, 0:0, 0:0) Spielbericht Stand: 1:0 | Los Angeles Kings | T-Mobile Arena, Paradise, Nevada Zuschauer: 18.479 |

| 13. April 2018 19.00 Uhr | Vegas Golden Knights Alex Tuch (14:47) Erik Haula (95:23) | 2:1 n. V. (1:0, 0:1, 0:0, 0:0, 1:0) Spielbericht Stand: 2:0 | Los Angeles Kings Paul LaDue (35:55) | T-Mobile Arena, Paradise, Nevada Zuschauer: 18.588 |

| 15. April 2018 19.30 Uhr | Los Angeles Kings Alex Iafallo (13:14) Anže Kopitar (57:56) | 2:3 (1:0, 0:0, 1:3) Spielbericht Stand: 0:3 | Vegas Golden Knights Cody Eakin (46:10) James Neal (54:23) William Karlsson (54:44) | Staples Center, Los Angeles, Kalifornien Zuschauer: 18.484 |

| 17. April 2018 19.30 Uhr | Los Angeles Kings | 0:1 (0:0, 0:1, 0:0) Spielbericht Stand: 0:4 | Vegas Golden Knights Brayden McNabb (24:04) | Staples Center, Los Angeles, Kalifornien Zuschauer: 18.422 |

#### (P2) Anaheim Ducks – (P3) San Jose Sharks
Auch die zweite Serie der Pacific Division endete in einem Sweep, so setzten sich die San Jose Sharks mit 4:0 gegen die Anaheim Ducks durch. Maßgebende Spieler für San Jose waren Joe Pavelski und Logan Couture mit jeweils fünf Scorerpunkten, Tomáš Hertl, Evander Kane und Marcus Sörensen mit jeweils drei Toren sowie Torhüter Martin Jones mit einer Fangquote von 97,0 % und nur vier Gegentreffern in vier Spielen. Für die beiden Teams aus Kalifornien war es erst das zweite Aufeinandertreffen in den Playoffs nach der ersten Runde im Jahre 2009, die Anaheim mit 4:2 für sich entschied. Zugleich gelang den Sharks der zweite Sweep der Franchise-Geschichte nach dem 4:0 gegen Vancouver im Jahre 2013. Außerdem markierte das 8:1 im dritten Spiel den höchsten Sieg für San Jose in den Stanley-Cup-Playoffs, gemeinsam mit dem 7:0 über Edmonton in der Vorsaison.
| 12. April 2018 19.30 Uhr (Ortszeit) | Anaheim Ducks | 0:3 (0:0, 0:3, 0:0) Spielbericht Stand: 0:1 | San Jose Sharks Evander Kane (27:07) Evander Kane (33:51) Brent Burns (35:15) | Honda Center, Anaheim, Kalifornien Zuschauer: 17.174 |

| 14. April 2018 19.30 Uhr | Anaheim Ducks Jakob Silfverberg (0:40) Hampus Lindholm (27:51) | 2:3 (1:2, 1:1, 0:0) Spielbericht Stand: 0:2 | San Jose Sharks Marcus Sörensen (9:41) Logan Couture (14:41) Tomáš Hertl (21:11) | Honda Center, Anaheim, Kalifornien Zuschauer: 17.430 |

| 16. April 2018 19.30 Uhr | San Jose Sharks Logan Couture (3:44) Joonas Donskoi (21:15) Marcus Sörensen (23:41) Eric Fehr (33:43) Tomáš Hertl (36:49) Joe Pavelski (50:04) Evander Kane (57:16) Timo Meier (59:36) | 8:1 (1:1, 4:0, 3:0) Spielbericht Stand: 3:0 | Anaheim Ducks Rickard Rakell (13:40) | SAP Center, San José, Kalifornien Zuschauer: 17.562 |

| 18. April 2018 19.30 Uhr | San Jose Sharks Marcus Sörensen (5:43) Tomáš Hertl (49:09) | 2:1 (1:0, 0:0, 1:1) Spielbericht Stand: 4:0 | Anaheim Ducks Andrew Cogliano (47:53) | SAP Center, San José, Kalifornien Zuschauer: 17.562 |

## Conference-Halbfinale

### Eastern Conference

#### (A1) Tampa Bay Lightning – (A2) Boston Bruins
Bereits in der zweiten Runde standen sich mit den Tampa Bay Lightning und den Boston Bruins die beiden punktbesten Mannschaften der Eastern Conference gegenüber, wobei sich Tampa mit 4:1 durchsetzte. Für die Teams war es das zweite Aufeinandertreffen in den Playoffs nach 2011, als Boston im Conference-Finale mit 4:3 gewonnen hatte. Den Unterschied zugunsten der Lightning machte unter anderem deren Kadertiefe, so verzeichneten alle bis auf drei Feldspieler mindestens einen Scorerpunkt, während für die Bruins nur acht Spieler in der Scorerliste erschienen. Ein Hauptgrund dafür war Tampas Überlegenheit im 5-gegen-5, so gelangen Boston ab Spiel zwei nur noch Tore in Über- oder Unterzahl. Besondere Aufmerksamkeit wurde Brad Marchand von den Bruins zuteil, der Ryan Callahan in Spiel vier im Gesicht ableckte und daraufhin – nach vergleichbaren Vorfällen in der jüngeren Vergangenheit – explizit von der NHL aufgefordert wurde, dieses Verhalten zukünftig zu unterlassen.
| 28. April 2018 15.00 Uhr (Ortszeit) | Tampa Bay Lightning Daniel Girardi (22:31) Michail Sergatschow (33:22) | 2:6 (0:1, 2:2, 0:3) Spielbericht Stand: 0:1 | Boston Bruins Rick Nash (17:11) Patrice Bergeron (20:42) Rick Nash (32:33) Brad Marchand (43:32) Patrice Bergeron (50:11) Jake DeBrusk (53:41) | Amalie Arena, Tampa, Florida Zuschauer: 19.092 |

| 30. April 2018 19.00 Uhr | Tampa Bay Lightning Yanni Gourde (11:47) Tyler Johnson (30:14) Ondřej Palát (54:08) Brayden Point (59:34) | 4:2 (1:1, 1:0, 2:1) Spielbericht Stand: 1:1 | Boston Bruins Charlie McAvoy (18:30) Torey Krug (55:58) | Amalie Arena, Tampa, Florida Zuschauer: 19.092 |

| 2. Mai 2018 19.00 Uhr | Boston Bruins Patrice Bergeron (14:12) | 1:4 (1:3, 0:0, 0:1) Spielbericht Stand: 1:2 | Tampa Bay Lightning Ondřej Palát (1:47) Ondřej Palát (3:19) Anthony Cirelli (16:43) Steven Stamkos (59:18) | TD Garden, Boston, Massachusetts Zuschauer: 17.565 |

| 4. Mai 2018 19.00 Uhr | Boston Bruins David Pastrňák (15:28) Patrice Bergeron (22:04) Patrice Bergeron (46:36) | 3:4 n. V. (1:2, 1:0, 1:1, 0:1) Spielbericht Stand: 1:3 | Tampa Bay Lightning Brayden Point (4:36) Nikita Kutscherow (9:53) Steven Stamkos (52:56) Daniel Girardi (63:18) | TD Garden, Boston, Massachusetts Zuschauer: 17.565 |

| 6. Mai 2018 15.00 Uhr | Tampa Bay Lightning Brayden Point (30:43) J. T. Miller (34:00) Anton Strålman (58:31) | 3:1 (0:1, 2:0, 1:0) Spielbericht Stand: 4:1 | Boston Bruins David Krejčí (19:12) | Amalie Arena, Tampa, Florida Zuschauer: 19.092 |

#### (M1) Washington Capitals – (M2) Pittsburgh Penguins
Zum dritten Mal in Folge standen sich in der zweiten Runde die Washington Capitals und die Pittsburgh Penguins gegenüber, wobei Washington die Serie mit 4:2 für sich entschied. Sie besiegten damit die bereits zum „Angstgegner“ stilisierten Penguins, die von den zehn vorherigen Playoff-Begegnungen beider Teams neun gewannen, nur 1994 hatten die Capitals den bisher einzigen Sieg verbucht. Auf Seiten Washingtons überzeugten vor allem Torhüter Braden Holtby mit einer Fangquote von 92,1 % und einem Gegentorschnitt von 2,15 sowie Alexander Owetschkin und Jewgeni Kusnezow mit sieben bzw. sechs Scorerpunkten. Für Schlagzeilen sorgte unterdessen Capitals-Angreifer Tom Wilson, der nach einem Check gegen den Kopf von Zach Aston-Reese, der unter anderem eine Unterkieferfraktur zur Folge hatte, für drei Spiele gesperrt wurde. Bei den Penguins wurden hingegen eine wechselhafte Leistung von Torwart Matt Murray sowie eine mangelhafte Offensivproduktion der hinteren Angriffsreihen ausgemacht, so erzielten Sidney Crosby und Jake Guentzel jeweils acht Punkte und somit mehr als jeder Spieler der Capitals, während andere Leistungsträger wie Phil Kessel oder Derick Brassard (beide ohne Torerfolg) hinter den Erwartungen zurückblieben. Darüber hinaus schieden Crosby und Guentzel aus, obwohl sie zum Ende der zweiten Runde die gesamte Liga in der Scoringwertung anführten (jeweils 21).
| 26. April 2018 19.00 Uhr (Ortszeit) | Washington Capitals Jewgeni Kusnezow (0:17) Alexander Owetschkin (40:28) | 2:3 (1:0, 0:0, 1:3) Spielbericht Stand: 0:1 | Pittsburgh Penguins Patric Hörnqvist (42:59) Sidney Crosby (45:20) Jake Guentzel (47:48) | Capital One Arena, Washington, D.C. Zuschauer: 18.506 |

| 29. April 2018 15.00 Uhr | Washington Capitals Alexander Owetschkin (1:26) Jakub Vrána (14:54) Brett Connolly (22:08) Nicklas Bäckström (59:53) | 4:1 (2:0, 1:1, 1:0) Spielbericht Stand: 1:1 | Pittsburgh Penguins Kris Letang (33:04) | Capital One Arena, Washington, D.C. Zuschauer: 18.506 |

| 1. Mai 2018 19.30 Uhr | Pittsburgh Penguins Jake Guentzel (24:33) Patric Hörnqvist (26:49) Sidney Crosby (36:27) | 3:4 (0:0, 3:2, 0:2) Spielbericht Stand: 1:2 | Washington Capitals John Carlson (20:48) Chandler Stephenson (31:04) Matt Niskanen (45:06) Alexander Owetschkin (58:53) | PPG Paints Arena, Pittsburgh, Pennsylvania Zuschauer: 18.634 |

| 3. Mai 2018 19.00 Uhr | Pittsburgh Penguins Jake Guentzel (29:21) Jewgeni Malkin (37:31) Jake Guentzel (59:02) | 3:1 (0:0, 2:1, 1:0) Spielbericht Stand: 2:2 | Washington Capitals T. J. Oshie (32:55) | PPG Paints Arena, Pittsburgh, Pennsylvania Zuschauer: 18.650 |

| 5. Mai 2018 19.00 Uhr | Washington Capitals John Carlson (18:22) Brett Connolly (18:55) Jewgeni Kusnezow (40:52) Jakub Vrána (55:22) T. J. Oshie (58:29) Lars Eller (59:54) | 6:3 (2:1, 0:2, 4:0) Spielbericht Stand: 3:2 | Pittsburgh Penguins Jamie Oleksiak (2:23) Sidney Crosby (24:43) Patric Hörnqvist (27:45) | Capital One Arena, Washington, D.C. Zuschauer: 18.506 |

| 7. Mai 2018 19.00 Uhr | Pittsburgh Penguins Kris Letang (31:52) | 1:2 n. V. (0:0, 1:1, 0:0, 0:1) Spielbericht Stand: 2:4 | Washington Capitals Alex Chiasson (22:13) Jewgeni Kusnezow (65:27) | PPG Paints Arena, Pittsburgh, Pennsylvania Zuschauer: 18.621 |

### Western Conference

#### (C1) Nashville Predators – (C2) Winnipeg Jets
Bereits in der zweiten Runde standen sich mit den Nashville Predators und den Winnipeg Jets die beiden punktbesten Mannschaften der abgelaufenen Saison gegenüber, wobei die Jets die Serie mit 4:3 für sich entschieden. Ihren Heimvorteil konnten beide Mannschaften kaum nutzen, so wurden fünf der sieben Partien auf fremdem Eis gewonnen, während die Jets mit 19 in einer Serie erzielten Auswärtstoren einen NHL-Rekord einstellten. Ihr Center Mark Scheifele markierte unterdessen alle seine sieben erzielten Treffer auswärts, stellte damit eine neue Playoff-Bestmarke auf und übernahm mit insgesamt elf Toren die Führung der Torschützenliste dieser post-season. Zudem erzielte er gemeinsam mit seinem Teamkollegen Blake Wheeler die meisten Scorerpunkte (11) dieser Serie. Im Duell der beiden für die Vezina Trophy nominierten Torhüter konnte Pekka Rinne auf Seiten Nashvilles nicht überzeugen, so wurde er in drei von vier Heimspielen durch Juuse Saros ersetzt und beendete die Serie mit einer Fangquote von 90,0 % und einem Gegentorschnitt von 3,49; dem gegenüber stand Connor Hellebuyck mit 92,9 % abgewehrten Schüssen und nur 2,49 Gegentoren pro Spiel. Darüber hinaus konnte auch die Offensive der Predators nicht an die Leistungen der regulären Saison anknüpfen, während P. K. Subban als Abwehrspieler die meisten Tore (4) für Nashville erzielte.
| 27. April 2018 19.00 Uhr (Ortszeit) | Nashville Predators Kevin Fiala (41:23) | 1:4 (0:1, 0:2, 1:1) Spielbericht Stand: 0:1 | Winnipeg Jets Brandon Tanev (14:51) Paul Stastny (29:01) Mark Scheifele (37:51) Mark Scheifele (59:24) | Bridgestone Arena, Nashville, Tennessee Zuschauer: 17.307 |

| 29. April 2018 18.00 Uhr | Nashville Predators Ryan Johansen (0:27) P. K. Subban (25:04) Viktor Arvidsson (38:41) Ryan Johansen (45:45) Kevin Fiala (85:37) | 5:4 n. V. (1:2, 2:0, 1:2, 0:0, 1:0) Spielbericht Stand: 1:1 | Winnipeg Jets Dustin Byfuglien (12:47) Mark Scheifele (13:16) Brandon Tanev (45:11) Mark Scheifele (58:55) | Bridgestone Arena, Nashville, Tennessee Zuschauer: 17.274 |

| 1. Mai 2018 19.00 Uhr | Winnipeg Jets Paul Stastny (22:38) Dustin Byfuglien (25:11) Jacob Trouba (25:29) Dustin Byfuglien (39:15) Blake Wheeler (55:01) Blake Wheeler (59:09) Brandon Tanev (59:29) | 7:4 (0:3, 4:0, 3:1) Spielbericht Stand: 2:1 | Nashville Predators Mike Fisher (4:53) P. K. Subban (10:06) Austin Watson (17:35) Filip Forsberg (47:40) | Bell MTS Place, Winnipeg, Manitoba Zuschauer: 15.321 |

| 3. Mai 2018 20.30 Uhr | Winnipeg Jets Patrik Laine (59:09) | 1:2 (0:1, 0:1, 1:0) Spielbericht Stand: 2:2 | Nashville Predators Ryan Hartman (17:20) P. K. Subban (34:36) | Bell MTS Place, Winnipeg, Manitoba Zuschauer: 15.321 |

| 5. Mai 2018 20.30 Uhr | Nashville Predators Yannick Weber (31:08) Ryan Johansen (37:59) | 2:6 (0:0, 2:4, 0:2) Spielbericht Stand: 2:3 | Winnipeg Jets Paul Stastny (27:44) Kyle Connor (32:30) Dustin Byfuglien (34:35) Kyle Connor (37:01) Mark Scheifele (40:28) Mathieu Perreault (46:23) | Bridgestone Arena, Nashville, Tennessee Zuschauer: 17.513 |

| 7. Mai 2018 20.30 Uhr | Winnipeg Jets | 0:4 (0:1, 0:1, 0:2) Spielbericht Stand: 3:3 | Nashville Predators Viktor Arvidsson (1:02) Filip Forsberg (28:16) Filip Forsberg (45:55) Viktor Arvidsson (55:58) | Bell MTS Place, Winnipeg, Manitoba Zuschauer: 15.321 |

| 10. Mai 2018 19.00 Uhr | Nashville Predators P. K. Subban (15:54) | 1:5 (1:2, 0:1, 0:2) Spielbericht Stand: 3:4 | Winnipeg Jets Tyler Myers (8:41) Paul Stastny (10:47) Mark Scheifele (37:50) Paul Stastny (51:59) Mark Scheifele (57:27) | Bridgestone Arena, Nashville, Tennessee Zuschauer: 17.523 |

#### (P1) Vegas Golden Knights – (P3) San Jose Sharks
Erst zum zweiten Mal in den letzten 22 Jahren der Playoffs (neben 2011) standen sich mit den Vegas Golden Knights und den San Jose Sharks zwei Teams gegenüber, die in der vorherigen Runde durch einen Sweep weitergekommen waren. Vegas gewann die Serie mit 4:2 und zog damit in der Debütsaison ins Conference-Finale ein. Wie bereits in der ersten Runde war Marc-André Fleury ein wesentlicher Faktor für den Erfolg der Golden Knights, so verzeichnete er zwei Shutouts und beendete die Serie mit einer Fangquote von 93,5 %. Maßgebend für Vegas war auch die erste Angriffsreihe um William Karlsson, Jonathan Marchessault und Reilly Smith, die zusammen auf 25 Scorerpunkte kam. Die Sharks, die in Joe Thornton weiterhin einen bedeutenden, verletzungsbedingten Ausfall zu verzeichnen hatten, mussten mit dem 0:7 im ersten Spiel der Serie eine ihrer höchsten Playoff-Niederlagen hinnehmen, gemeinsam mit dem 2:9 gegen Calgary aus dem Jahr 1995.
| 26. April 2018 19.00 Uhr (Ortszeit) | Vegas Golden Knights Cody Eakin (4:31) Erik Haula (4:57) Jonathan Marchessault (6:02) Alex Tuch (11:43) Shea Theodore (23:28) Colin Miller (44:32) James Neal (48:09) | 7:0 (4:0, 1:0, 2:0) Spielbericht Stand: 1:0 | San Jose Sharks | T-Mobile Arena, Paradise, Nevada Zuschauer: 18.444 |

| 28. April 2018 17.00 Uhr | Vegas Golden Knights William Karlsson (17:59) William Karlsson (20:26) Nate Schmidt (53:28) | 3:4 n. V. (1:0, 1:3, 1:0, 0:0, 0:1) Spielbericht Stand: 1:1 | San Jose Sharks Brent Burns (22:00) Logan Couture (31:08) Brent Burns (34:07) Logan Couture (85:13) | T-Mobile Arena, Paradise, Nevada Zuschauer: 18.671 |

| 30. April 2018 19.00 Uhr | San Jose Sharks Timo Meier (26:59) Evander Kane (47:49) Tomáš Hertl (58:03) | 3:4 n. V. (0:0, 1:3, 2:0, 0:1) Spielbericht Stand: 1:2 | Vegas Golden Knights Colin Miller (29:40) Jonathan Marchessault (33:09) Reilly Smith (34:26) William Karlsson (68:17) | SAP Center, San José, Kalifornien Zuschauer: 17.562 |

| 2. Mai 2018 19.00 Uhr | San Jose Sharks Marcus Sörensen (15:37) Joonas Donskoi (19:54) Tomáš Hertl (25:35) Joe Pavelski (51:43) | 4:0 (2:0, 1:0, 1:0) Spielbericht Stand: 2:2 | Vegas Golden Knights | SAP Center, San José, Kalifornien Zuschauer: 17.562 |

| 4. Mai 2018 19.00 Uhr | Vegas Golden Knights James Neal (19:57) Alex Tuch (24:52) Erik Haula (28:59) Alex Tuch (48:36) Jonathan Marchessault (58:39) | 5:3 (1:0, 2:0, 2:3) Spielbericht Stand: 3:2 | San Jose Sharks Kevin Labanc (49:35) Tomáš Hertl (51:44) Mikkel Bødker (55:44) | T-Mobile Arena, Paradise, Nevada Zuschauer: 18.693 |

| 6. Mai 2018 16.30 Uhr | San Jose Sharks | 0:3 (0:0, 0:2, 0:1) Spielbericht Stand: 2:4 | Vegas Golden Knights Jonathan Marchessault (26:33) Nate Schmidt (35:38) Cody Eakin (58:09) | SAP Center, San José, Kalifornien Zuschauer: 17.562 |

## Conference-Finale

### Eastern Conference

#### (A1) Tampa Bay Lightning – (M1) Washington Capitals
Das Eastern-Conference-Finale bestritten die Tampa Bay Lightning und die Washington Capitals als jeweilige Divisionssieger, was zum ersten Mal seit Einführung dieses Playoff-Modus geschah. Tampa erreichte diese Runde zum dritten Mal in den letzten vier Jahren, während Washington sein erstes Conference-Finale seit 1998 spielte. Die beiden Teams standen sich bisher zweimal in den Playoffs gegenüber, wobei Tampa sowohl 2003 als auch 2011 als Sieger hervorging. Den Lightning gelang es, einen 0:2-Rückstand in eine 3:2-Führung in der Serie umzumünzen, bevor Braden Holtby zum vierten Torhüter der NHL-Historie wurde (nach Curtis Joseph, Dominik Hašek und Henrik Lundqvist), dem in Spiel sechs und sieben jeweils ein Shutout gelang, sodass die Capitals das Conference-Finale mit 4:3 für sich entschieden. Insgesamt blieb der Kanadier die letzten 159 Minuten ohne Gegentor und parierte in diesem Zeitraum alle 61 Schüsse. Maßgebend waren auf Seiten Washingtons zudem erneut Jewgeni Kusnezow und Alexander Owetschkin, die mit zehn bzw. sieben Punkten die besten Scorer der Serie waren und darüber hinaus die Führung der Scorerliste der gesamten Playoffs übernahmen. Unterdessen gelang es den Lightning nicht, ihren Heimvorteil zu nutzen, während die Mannschaft insbesondere zum Ende der Serie Probleme in der Offensive offenbarte und Andrei Wassilewski die sieben Spiele mit einer Fangquote von 90,6 % und einem Gegentorschnitt von 3,16 beendete.
| 11. Mai 2018 20.00 Uhr (Ortszeit) | Tampa Bay Lightning Steven Stamkos (43:45) Ondřej Palát (53:03) | 2:4 (0:2, 0:2, 2:0) Spielbericht Stand: 0:1 | Washington Capitals Michal Kempný (7:28) Alexander Owetschkin (19:54) Jay Beagle (22:40) Lars Eller (26:42) | Amalie Arena, Tampa, Florida Zuschauer: 19.092 |

| 13. Mai 2018 20.00 Uhr | Tampa Bay Lightning Brayden Point (7:08) Steven Stamkos (10:22) | 2:6 (2:1, 0:3, 0:2) Spielbericht Stand: 0:2 | Washington Capitals Tom Wilson (0:28) Devante Smith-Pelly (22:50) Lars Eller (38:58) Jewgeni Kusnezow (39:57) Alexander Owetschkin (43:34) Brett Connolly (52:57) | Amalie Arena, Tampa, Florida Zuschauer: 19.092 |

| 15. Mai 2018 20.00 Uhr | Washington Capitals Brett Connolly (30:31) Jewgeni Kusnezow (56:58) | 2:4 (0:1, 1:3, 1:0) Spielbericht Stand: 2:1 | Tampa Bay Lightning Steven Stamkos (13:53) Nikita Kutscherow (21:50) Victor Hedman (23:37) Brayden Point (36:03) | Capital One Arena, Washington, D.C. Zuschauer: 18.506 |

| 17. Mai 2018 20.00 Uhr | Washington Capitals Dmitri Orlow (4:28) Jewgeni Kusnezow (25:18) | 2:4 (1:2, 1:0, 0:2) Spielbericht Stand: 2:2 | Tampa Bay Lightning Brayden Point (5:38) Steven Stamkos (8:32) Alexander Killorn (51:57) Anthony Cirelli (59:58) | Capital One Arena, Washington, D.C. Zuschauer: 18.506 |

| 19. Mai 2018 19.15 Uhr | Tampa Bay Lightning Cédric Paquette (0:19) Ondřej Palát (9:04) Ryan Callahan (20:33) | 3:2 (2:0, 1:1, 0:1) Spielbericht Stand: 3:2 | Washington Capitals Jewgeni Kusnezow (24:21) Alexander Owetschkin (58:24) | Amalie Arena, Tampa, Florida Zuschauer: 19.092 |

| 21. Mai 2018 20.00 Uhr | Washington Capitals T. J. Oshie (35:12) Devante Smith-Pelly (50:02) T. J. Oshie (59:10) | 3:0 (0:0, 1:0, 2:0) Spielbericht Stand: 3:3 | Tampa Bay Lightning | Capital One Arena, Washington, D.C. Zuschauer: 18.506 |

| 23. Mai 2018 20.00 Uhr | Tampa Bay Lightning | 0:4 (0:1, 0:2, 0:1) Spielbericht Stand: 3:4 | Washington Capitals Alexander Owetschkin (1:02) André Burakovsky (28:59) André Burakovsky (36:31) Nicklas Bäckström (56:17) | Amalie Arena, Tampa, Florida Zuschauer: 19.092 |

### Western Conference

#### (C2) Winnipeg Jets – (P1) Vegas Golden Knights
Im Finale der Western Conference standen sich die Winnipeg Jets und die Vegas Golden Knights gegenüber, wobei sich die Golden Knights mit 4:1 durchsetzten und somit ins Endspiel um den Stanley Cup einzogen. Beide Mannschaften bestritten ihr erstes Conference-Finale, was zuletzt im Jahre 2003 zwischen den Minnesota Wild und den Mighty Ducks of Anaheim der Fall war. Die Jets waren zugleich die erste kanadische Mannschaft seit den Vancouver Canucks im Jahre 2011, die das Finale der Western Conference erreichte. Wie bereits in den Runden zuvor überzeugte Marc-André Fleury im Tor und hatte mit einem Gegentorschnitt von knapp über 2,0 sowie einer Fangquote von 93,8 % maßgeblichen Anteil am anhaltenden Erfolg der Golden Knights. Bester Scorer der Serie wurde Jonathan Marchessault, der für Vegas vier Tore sowie drei Vorlagen verbuchte. Auf Seiten der Jets konnte Connor Hellebuyck seine bisherigen Playoff-Leistungen nicht bestätigen und verzeichnete einen Gegentorschnitt von 2,36 sowie eine Fangquote von 90,6 %. Zudem ließ Winnipeg eine nennenswerte Offensivproduktion der hinteren Angriffsreihen vermissen, so war Patrik Laine – von der ersten Reihe um Blake Wheeler, Mark Scheifele und Kyle Connor abgesehen – der einzige Stürmer mit mehr als zwei Scorerpunkten.
| 12. Mai 2018 18.00 Uhr (Ortszeit) | Winnipeg Jets Dustin Byfuglien (1:05) Patrik Laine (6:49) Joel Armia (7:35) Mark Scheifele (29:54) | 4:2 (3:1, 1:1, 0:0) Spielbericht Stand: 1:0 | Vegas Golden Knights Brayden McNabb (8:10) William Karlsson (35:55) | Bell MTS Place, Winnipeg, Manitoba Zuschauer: 15.321 |

| 14. Mai 2018 19.00 Uhr | Winnipeg Jets Kyle Connor (47:17) | 1:3 (0:2, 0:0, 1:1) Spielbericht Stand: 1:1 | Vegas Golden Knights Tomáš Tatar (13:23) Jonathan Marchessault (17:23) Jonathan Marchessault (48:45) | Bell MTS Place, Winnipeg, Manitoba Zuschauer: 15.321 |

| 16. Mai 2018 18.00 Uhr | Vegas Golden Knights Jonathan Marchessault (0:35) James Neal (25:40) Alex Tuch (28:13) Jonathan Marchessault (59:57) | 4:2 (1:0, 2:1, 1:1) Spielbericht Stand: 2:1 | Winnipeg Jets Mark Scheifele (25:28) Mark Scheifele (40:18) | T-Mobile Arena, Paradise, Nevada Zuschauer: 18.477 |

| 18. Mai 2018 17.00 Uhr | Vegas Golden Knights William Karlsson (2:25) Tomáš Nosek (30:12) Reilly Smith (53:02) | 3:2 (1:0, 1:1, 1:1) Spielbericht Stand: 3:1 | Winnipeg Jets Patrik Laine (29:29) Tyler Myers (45:34) | T-Mobile Arena, Paradise, Nevada Zuschauer: 18.697 |

| 20. Mai 2018 14.00 Uhr | Winnipeg Jets Josh Morrissey (17:14) | 1:2 (1:1, 0:1, 0:0) Spielbericht Stand: 1:4 | Vegas Golden Knights Alex Tuch (5:11) Ryan Reaves (33:21) | Bell MTS Place, Winnipeg, Manitoba Zuschauer: 15.321 |

## Stanley-Cup-Finale

### (P1) Vegas Golden Knights – (M1) Washington Capitals
Im Endspiel der Playoffs 2018 trafen die Vegas Golden Knights auf die Washington Capitals. Washington gewann mit einem 4:1-Erfolg seinen ersten Stanley Cup und stellte mit Alexander Owetschkin den mit der Conn Smythe Trophy ausgezeichneten Most Valuable Player. Dieser führte mit 15 Treffern die Torschützenliste an, wobei diese Marke zuletzt Joe Sakic mit 18 Toren in den Playoffs 1996 übertroffen hatte. Zudem wurde er zum ersten Russen, der sein Team als Kapitän zum Stanley-Cup-Sieg führte, und erst zum zweiten linken Flügelstürmer nach Bob Gainey (1979), der die Conn Smythe Trophy als MVP erhielt.
Vegas bestritt in seiner Debütsaison sein erstes Finale, während Washington zum zweiten Mal nach 1998 im Endspiel stand. Zugleich war es das erste Mal seit dem Finale zwischen den Ottawa Senators und den Anaheim Ducks im Jahre 2007, dass keiner der beiden Finalteilnehmer zuvor einen Stanley Cup gewonnen hatte. George McPhee, General Manager der Golden Knights, traf unterdessen auf sein altes Team, das er in gleicher Position über 15 Jahre lang betreut hatte.
Das Endspiel wurde vor allem als Duell der beiden Torhüter bewertet, so trafen Marc-André Fleury für Vegas und Braden Holtby mit zuvor herausragenden Statistiken aufeinander. Diese konnte Fleury in der Folge nicht bestätigen, so sank seine Fangquote von zuvor 94,7 % in den Playoffs auf 85,3 % in der Finalserie, während sein Gegentorschnitt von 1,68 auf über 4,0 stieg. Holtby hingegen kam im Endspiel auf 91,6 % und auf etwa 2,6 Gegentore pro Spiel. Darüber hinaus wurde die Offensivproduktion der hinteren Angriffsreihen als ein Grund für Washingtons Erfolg ausgemacht, so erzielte Devante Smith-Pelly drei Tore, während Lars Eller und André Burakovsky jeweils vier Punkte verbuchten. Beste Scorer der Serie wurden Jewgeni Kusnezow (8) und Nicklas Bäckström (7 Punkte). Dem gegenüber gelang es vor allem der ersten Angriffsreihe der Golden Knights nicht, an die Leistungen aus den drei Runden zuvor anzuknüpfen, so verzeichneten William Karlsson, Jonathan Marchessault und Reilly Smith gemeinsam nur vier Tore.
| 28. Mai 2018 17.00 Uhr (Ortszeit) | Vegas Golden Knights Colin Miller (7:15) William Karlsson (18:19) Reilly Smith (23:21) Ryan Reaves (42:41) Tomáš Nosek (49:44) Tomáš Nosek (59:57) | 6:4 (2:2, 1:1, 3:1) Spielbericht Stand: 1:0 | Washington Capitals Brett Connolly (14:41) Nicklas Bäckström (15:23) John Carlson (28:29) Tom Wilson (41:10) | T-Mobile Arena, Paradise, Nevada Zuschauer: 18.575 |

| 30. Mai 2018 17.00 Uhr | Vegas Golden Knights James Neal (7:58) Shea Theodore (37:47) | 2:3 (1:1, 1:2, 0:0) Spielbericht Stand: 1:1 | Washington Capitals Lars Eller (17:27) Alexander Owetschkin (25:38) Brooks Orpik (29:41) | T-Mobile Arena, Paradise, Nevada Zuschauer: 18.702 |

| 2. Juni 2018 20.00 Uhr | Washington Capitals Alexander Owetschkin (21:10) Jewgeni Kusnezow (32:50) Devante Smith-Pelly (53:53) | 3:1 (0:0, 2:0, 1:1) Spielbericht Stand: 2:1 | Vegas Golden Knights Tomáš Nosek (43:29) | Capital One Arena, Washington, D.C. Zuschauer: 18.506 |

| 4. Juni 2018 20.00 Uhr | Washington Capitals T. J. Oshie (9:54) Tom Wilson (16:26) Devante Smith-Pelly (19:39) John Carlson (35:23) Michal Kempný (53:39) Brett Connolly (58:51) | 6:2 (3:0, 1:0, 2:2) Spielbericht Stand: 3:1 | Vegas Golden Knights James Neal (45:43) Reilly Smith (52:26) | Capital One Arena, Washington, D.C. Zuschauer: 18.506 |

| 7. Juni 2018 17.00 Uhr | Vegas Golden Knights Nate Schmidt (29:40) David Perron (32:56) Reilly Smith (39:31) | 3:4 (0:0, 3:2, 0:2) Spielbericht Stand: 1:4 | Washington Capitals Jakub Vrána (26:24) Alexander Owetschkin (30:14) Devante Smith-Pelly (49:52) Lars Eller (52:23) | T-Mobile Arena, Paradise, Nevada Zuschauer: 18.529 |

### Stanley-Cup-Sieger
Die unten genannten 22 Spieler waren durch einen Einsatz im Stanley-Cup-Finale oder dadurch, dass sie mehr als die Hälfte der Spiele der regulären Saison absolviert haben, automatisch für die Gravur auf der Trophäe qualifiziert. Travis Boyd, Shane Gersich, Jakub Jeřábek und Nathan Walker erfüllten diese Bedingungen nicht, sodass sie nicht auf dem Stanley Cup verewigt wurden. Darüber hinaus gewannen alle Spieler außer Brooks Orpik, der bereits 2009 mit Pittsburgh erfolgreich war, ihren ersten Stanley Cup.
Mit 10 Europäern stellen die Capitals das zweitgrößte Aufgebot dieser Art in der NHL-Historie, gemeinsam mit den Chicago Blackhawks des Jahres 2015. Nur die Detroit Red Wings verewigten in den Playoffs 2008 mit zwölf Spielern mehr Akteure aus Europa auf dem Stanley Cup. Darüber hinaus wurde Lars Eller zum ersten Dänen, der den Cup gewinnen konnte.
| Stanley-Cup-Sieger Washington Capitals | Torhüter: Philipp Grubauer, Braden Holtby Verteidiger: Madison Bowey, John Carlson, Christian Djoos, Michal Kempný, Matt Niskanen, Dmitri Orlow, Brooks Orpik Angreifer: Nicklas Bäckström, Jay Beagle, André Burakovsky, Alex Chiasson, Brett Connolly, Lars Eller, Jewgeni Kusnezow, T. J. Oshie, Alexander Owetschkin (C), Devante Smith-Pelly, Chandler Stephenson, Jakub Vrána, Tom Wilson Cheftrainer: Barry Trotz General Manager: Brian MacLellan |

## Beste Scorer
Abkürzungen: Sp = Spiele, T = Tore, V = Vorlagen, Pkt = Punkte, +/− = Plus/Minus, SM = Strafminuten; Fett: Bestwert
| Spieler               | Team                 | Sp | T  | V  | Pkt | +/− | SM |
| --------------------- | -------------------- | -- | -- | -- | --- | --- | -- |
| Jewgeni Kusnezow      | Washington Capitals  | 24 | 12 | 20 | 32  | +12 | 16 |
| Alexander Owetschkin  | Washington Capitals  | 24 | 15 | 12 | 27  | +8  | 8  |
| Nicklas Bäckström     | Washington Capitals  | 20 | 5  | 18 | 23  | −1  | 6  |
| Reilly Smith          | Vegas Golden Knights | 20 | 5  | 17 | 22  | +5  | 10 |
| Jake Guentzel         | Pittsburgh Penguins  | 12 | 10 | 11 | 21  | +10 | 8  |
| Sidney Crosby         | Pittsburgh Penguins  | 12 | 9  | 12 | 21  | +7  | 6  |
| T. J. Oshie           | Washington Capitals  | 24 | 8  | 13 | 21  | +5  | 31 |
| Jonathan Marchessault | Vegas Golden Knights | 20 | 8  | 13 | 21  | +8  | 10 |
| Blake Wheeler         | Winnipeg Jets        | 17 | 3  | 18 | 21  | +2  | 10 |
| Mark Scheifele        | Winnipeg Jets        | 17 | 14 | 6  | 20  | +6  | 10 |

Die beste Plus/Minus-Statistik erreichte Brooks Orpik von den Washington Capitals mit einem Wert von +17.

## Beste Torhüter
Die kombinierte Tabelle zeigt die jeweils drei besten Torhüter in den Kategorien Gegentorschnitt und Fangquote sowie die jeweils Führenden in den Kategorien Shutouts und Siege.
Abkürzungen: GP = Spiele, TOI = Eiszeit (in Minuten), W = Siege, L = Niederlagen, OTL = Overtime-Niederlagen, GA = Gegentore, SO = Shutouts, Sv% = gehaltene Schüsse (in %), GAA = Gegentorschnitt; Fett: Saisonbestwert
Erfasst werden nur Torhüter mit 240 absolvierten Spielminuten. Sortiert nach bestem Gegentorschnitt.
| Spieler           | Team                 | GP | TOI     | W  | L | GA | SO | Sv%  | GAA  |
| ----------------- | -------------------- | -- | ------- | -- | - | -- | -- | ---- | ---- |
| Jonathan Quick    | Los Angeles Kings    | 4  | 271:26  | 0  | 4 | 7  | 0  | 94,7 | 1,55 |
| Braden Holtby     | Washington Capitals  | 23 | 1385:45 | 16 | 7 | 50 | 2  | 92,2 | 2,16 |
| Marc-André Fleury | Vegas Golden Knights | 20 | 1258:35 | 13 | 7 | 47 | 4  | 92,7 | 2,24 |
| Martin Jones      | San Jose Sharks      | 10 | 584:40  | 4  | 6 | 22 | 2  | 92,8 | 2,26 |